# Obsidian (jeu vidéo, 1986)
Pour les articles homonymes, voir Obsidian.
Pour le jeu vidéo de 1996, voir Obsidian (jeu vidéo, 1996).
Obsidian est un jeu vidéo d'action-aventure développé par Tony Warriner et édité par Artic Computing, sorti en 1986 sur Amstrad CPC.

## Accueil
- Computer and Video Games : 7/10[1].